# Záhorovice
Záhorovice är en ort i Tjeckien.   Den ligger i distriktet Okres Uherské Hradiště och regionen Zlín, i den östra delen av landet, 270 km öster om huvudstaden Prag. Záhorovice ligger 249 meter över havet och antalet invånare är 1 058.
Terrängen runt Záhorovice är platt åt nordväst, men åt sydost är den kuperad. Záhorovice ligger nere i en dal. Runt Záhorovice är det ganska glesbefolkat, med 40 invånare per kvadratkilometer. Närmaste större samhälle är Uherský Brod, 9,6 km väster om Záhorovice. I omgivningarna runt Záhorovice växer i huvudsak blandskog.